# Marché cognitif
 (juin 2016).
- Si vous ne connaissez pas le sujet, laissez ce bandeau (vous pouvez alors contacter les auteurs).
- Si vous supprimez le contenu mis en cause (vous pouvez préalablement contacter les auteurs),

argumentez précisément cette suppression dans la page de discussion
(un manque de référence n'est pas un argument ; une recherche réelle de référence doit avoir été effectuée, être formellement documentée).
 (juin 2016).
Si vous disposez d'ouvrages ou d'articles de référence ou si vous connaissez des sites web de qualité traitant du thème abordé ici, merci de compléter l'article en donnant les références utiles à sa vérifiabilité et en les liant à la section « Notes et références ».
Le marché cognitif désigne l’espace dans lequel se diffusent hypothèses, croyances et explications implicites ou explicites du réel. Il ne recouvre pas seulement la connaissance et l'information dans leur sens courant, mais aussi les idéologies, les croyances sectaires, pseudo-scientifiques, magiques ou superstitieuses, les légendes urbaines, les théories du complot, etc.

## Origine
Le terme a été créé par le sociologue Gérald Bronner (disciple de Raymond Boudon et de Max Weber) qui le définit ainsi :
Le marché cognitif appartient à une famille de phénomènes sociaux (à laquelle appartient aussi le marché économique) où les interactions individuelles convergent vers des formes émergentes et stables (sans être réifiées) de la vie sociale. Il s’agit d’un marché car s’y échangent ce que l’on pourrait appeler des produits cognitifs : hypothèses, croyances, connaissances, etc., qui peuvent être en état de concurrence, de monopole ou d’oligopole.

## Contexte
Le concept "marché cognitif" apparaît au moment où se développe, notamment dans les pays anglo-saxons, les concepts post truth politics et post fact politics, popularisés dans les pays francophones par les expressions "ère post-vérité" et "ère post-factuelle". Ces concepts ont en commun de poser la question : « Comment des faits inventés, voire franchement mensongers, arrivent-ils à se diffuser, à emporter l’adhésion des publics, à infléchir les décisions des politiques et à façonner une partie du monde dans lequel nous vivons ? ».

## Principes
Les concepts propres au marché s'appliquent en effet au marché cognitif :
- loi de l'offre cognitive : plus l'offre d'un "produit" du marché cognitif (croyance, idée…) est importante, moins le coût de ce produit est élevé (plus les individus sont nombreux à adopter une proposition, moins cela coûte d'efforts pour endosser ce point de vue) ;
- monopole cognitif : imposé par un pouvoir politique ou religieux, ou existant de facto quand un débat est clos sur un sujet donné et qu'un seul avis prévaut ;
- oligopole cognitif : il existe un point de vue dominant, mais ce point de vue est concurrencé par d'autres, selon la loi de l'offre cognitive ;
- concurrence cognitive : un "prix" s'établit en fonction de différents facteurs : le médiateur, le produit lui-même et le récepteur (acheteur potentiel de la croyance qui s'offre à lui).

Le marché cognitif résulte du développement fulgurant des technologies de l’information et principalement d'Internet, qui a réalisé d'une certaine façon la "libéralisation" de ce marché, de sorte que les "produits cognitifs" circulent à une vitesse jamais égalée. Bronner constate que le progrès des sciences et de la connaissance n'a pas fait disparaître l'empire des croyances, au contraire, si bien que, selon lui, si « la concurrence (de l’information) sert le vrai, trop de concurrence le dessert ».
Pour Bronner, trois qualités sociocognitives peuvent assurer le succès d’un "produit" (comme une rumeur) sur le marché cognitif :
- le critère d’évocation (la croyance doit être conforme à un espace logique propre au groupe social ; par exemple, certaines croyances ont été favorisées grâce à la diffusion d'ouvrages de science-fiction qui les proposaient dans un cadre fictif) ;
- le critère de crédibilité (la conviction est liée à la nature des arguments, à l'absence d'argumentation contradictoire, à la sensibilité à l’administration de la preuve) ;
- le critère de mémorisation (les récits contre-intuitifs sont mieux mémorisés).

Gérald Bronner s'intéresse aux "erreurs cognitives", qui, pour être fausses, sont cependant validées socialement, et permettent d'expliquer un certain nombre de phénomènes sociaux comme la manipulation ou les rumeurs. Il étudie ainsi le « biais de confirmation », c’est-à-dire la propension cognitive que nous avons à chercher les éléments qui confirment la règle plutôt que ceux qui l'infirment ; le biais de symétrie (ayant constaté que A entraîne B, on en déduit faussement que B entraîne A) ; le biais de disponibilité (on tire une conclusion en fonction d'exemples équivalents, aisément disponibles, qu'on a à l'esprit) ; le biais de représentativité (juger un cas particulier à partir d'un cas général) ; le "précautionnisme", c’est-à-dire la volonté d’appliquer inconditionnellement, et de façon idéologique, le principe de précaution ; l’"effet Othello", manipulation des croyances à l’aide de scénarios ; la démagogie cognitive, qui "démocratise" les rumeurs ou les points de vue extrémistes ; la « croyance itérative », analogue au "concours de beauté" de Keynes (il n’y a pas besoin de croire en un point de vue, il suffit pour l'adopter de croire que les autres vont peut-être y croire, de même que dans le "concours de beauté" il ne s'agit pas de désigner la femme la plus belle, mais de deviner laquelle les participants au concours vont élire).

## Citations
- « Si les idées fausses, douteuses ou fragiles peuvent avoir des sources purement affectives, elles ont aussi, très souvent, des sources intellectuelles. Dans le cas général, l’on peut même dire que les deux types de sources se conjuguent et que l’une et l’autre sont indispensables pour provoquer la conviction. » (Raymond Boudon)
- « Le marché cognitif appartient à une famille de phénomènes sociaux (à laquelle appartient aussi le marché économique) où les interactions individuelles convergent vers des formes émergentes et stables (sans être réifiées) de la vie sociale. Il s’agit d’un marché car s’y échangent ce que l’on pourrait appeler des produits cognitifs : hypothèses, croyances, connaissances, etc., qui peuvent être en état de concurrence, de monopole ou d’oligopole. » (Gérald Bronner)